# Tout le monde en parlait
 (mars 2019).
Si vous disposez d'ouvrages ou d'articles de référence ou si vous connaissez des sites web de qualité traitant du thème abordé ici, merci de compléter l'article en donnant les références utiles à sa vérifiabilité et en les liant à la section « Notes et références ».
Tout le monde en parlait est une émission de télévision québécoise animée par Anne-Marie Dussault, diffusé depuis le 23 mai 2006 sur ICI Radio-Canada Télé. Elle présente des débats qui ont monopolisé l’opinion publique dans les années 1960, 1970 et 1980.